# Robert Hale Merriman
Robert Hale Merriman (1908, Eureka – début avril 1938, Corbera d'Ebre, Espagne) est un universitaire et militant communiste américain, maître-assistant d'économie à l'Université de Californie (Berkeley). Engagé du côté républicain pendant la Guerre civile espagnole. Il a été commandant du Bataillon Abraham Lincoln, a fait partie de l'état-major de la XV° Brigade Internationale et est mort pendant la retraite suivant l'offensive nationaliste d'Aragon.

## Jeunesse: USA et URSS
Fils d'un bûcheron de la côte Ouest des USA, Merriman fait plusieurs métiers pour payer ses études à l'Université du Nevada. Il s'inscrit aux stages du "ROTC" (Corps d'entraînement des officiers de réserve) et y apprend le maniement des armes.
Il obtient une bourse et poursuit ses études d'économie à Berkeley (Université de Californie). Nommé maître-assistant, il devient ami de Robert Oppenheimer, fait partie de l'intelligentsia de gauche. Il veut étudier le système économique socialiste, demande une bourse d'études, et part pour Moscou avec Marion, sa jeune épouse, en 1935.
En 1936 (Merriman a 28 ans), la guerre civile espagnole éclate, et il décide de s'engager parmi les volontaires qui vont combattre le fascisme aux côtés des Républicains. Il part pour Valencia.

## Espagne

### Débuts
Selon E.B. Coleman, "l'arrivée de Robert Merriman, fin janvier 37, au camp d’entraînement des volontaires américains de Villanueva compliqua encore un peu plus la situation en ce qui concerne le commandement du Bataillon Lincoln. Merriman, 28 ans, étudiant en fin de cycle d’études supérieures d’économie, chargé de cours à l’Université de Californie (Berkeley), arriva en Espagne, venant d’URSS. Il y étudiait apparemment l’organisation des kolkhozes quand sa conscience l’appela en Espagne. Quelques brigadistes du Lincoln pensèrent qu'en fait Merriman suivait des cours à l’Institut Lénine en vue de devenir un des chefs du PCUSA, et avait été placé par le Comintern à la tête du bataillon. D’autres estimaient que Merriman était bien un idéaliste non-communiste. En fait, Merriman était étroitement lié au PC, et devint même membre du PC espagnol pendant la guerre ".
David G. Gilmore, quant à lui, pense que Merriman « en participant à la guerre civile en Espagne, cherchait en somme à se tester, à trouver sa vérité. Fils d’un bûcheron de la côte ouest, grand et athlétique, Merriman était aussi par nature un intellectuel, animé par la curiosité d’un chercheur… Selon sa veuve, Merrimann n’était pas communiste quand il quitta Moscou pour l’Espagne, mais était un idéaliste pré-politique. La Grande Dépression américaine et quelques exemples intéressants découverts en URSS avant la Grande Purge staliniste l’avaient orienté vers le gauchisme et l’activisme, mais apparemment il ne s’était pas inscrit au PC »
Merriman, nommé officiellement adjoint du commandant Harris, prend en fait la direction du Lincoln et, fort de son expérience d’ancien élève des EOR à l’université du Nevada, commence activement à entraîner ses hommes : ce sont pour la plupart des blue-collars (ouvriers, dockers, marins...) certes habitués à faire le coup de poing mais qui n’ont pas fait de service militaire et n’ont aucune expérience de la guerre et des armes à feu. Merriman développe l'entraînement physique et les enseignements pratiques : marches, techniques de progression, camouflage et défilement sur le terrain. Quant à l’initiation au maniement des armes de guerre, elle tourne court : le Lincoln n’a été doté que d’une cinquantaine de fusils russes Mosin-Nagant modèle 1891, de quelques mitrailleuses vétustes, et de quelques boîtes de cartouches.

### Jarama
Début février 1937, alors que les Américains sont à peine acclimatés et un peu entraînés, une rumeur leur parvient : les Nationalistes, après avoir échoué à pénétrer dans Madrid au nord (batailles de la Cité universitaire et de la Casa de Campo) puis au nord-ouest (3 assauts infructueux contre la route de La Coruña) vont attaquer au sud-est, sur le rio Jarama, pour couper la route Madrid-Valencia ; et les Lincoln risquent d’être appelés à la défense. La plupart des 400 (environ) Américains n’a pas encore tiré un coup de feu. Le chef de la section de mitrailleuses, qui n’a pas encore dérouillé ses armes, de désespoir fait un coma éthylique lorsqu'il apprend la nouvelle.

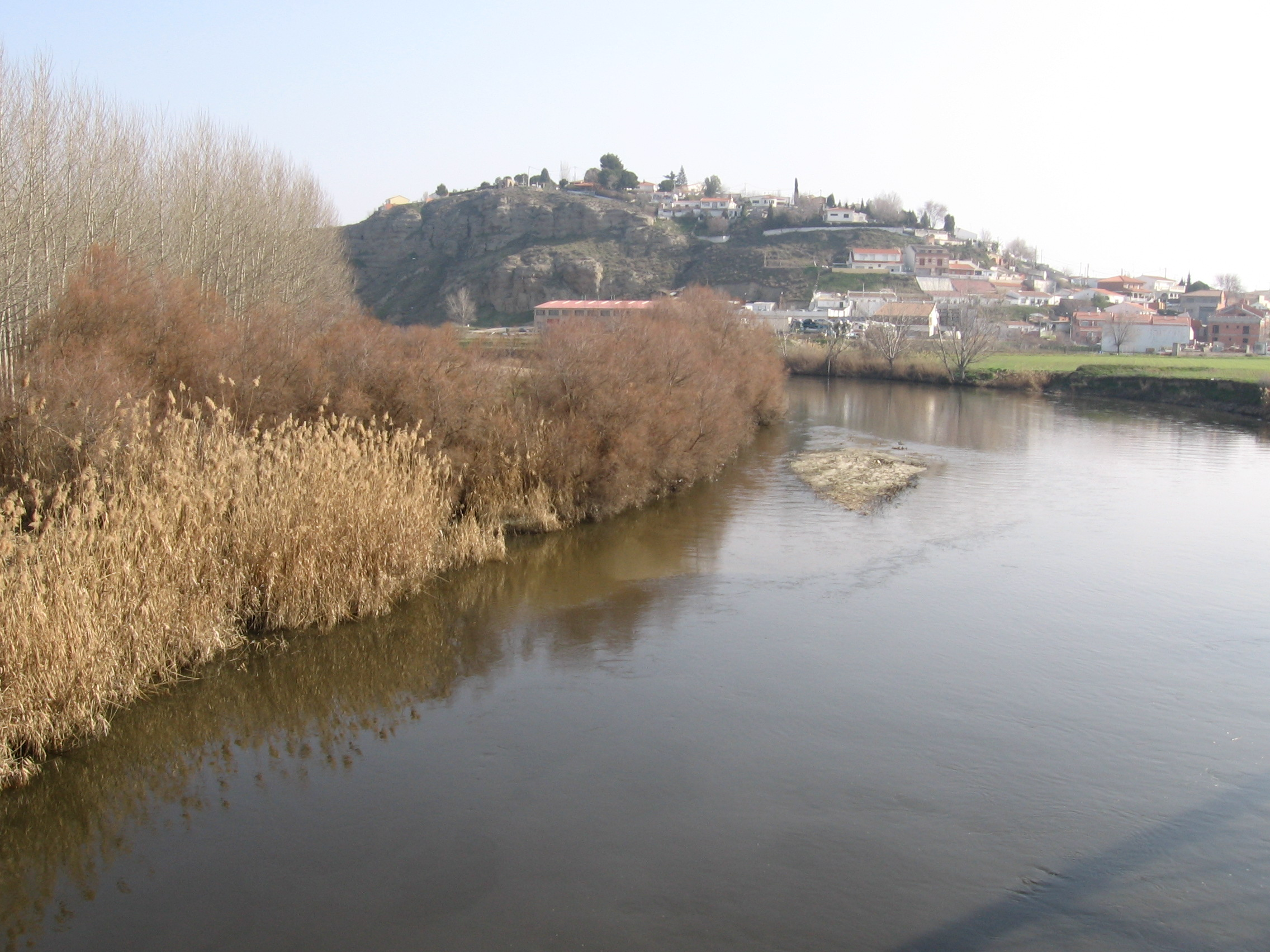
Le cours paisible du rio Jarama (ici vue de Titulcia depuis le Vieux Pont) a été le théâtre d'une bataille terrible (6 au 27 février 37) pour la possession de la route Madrid-Valencia

Le 17 février, le généralissime républicain José Miaja ordonne une contre-offensive totale, et lance les Brigades internationales dans la bataille : les 11e, 12e, 14e et 15e BI (le bataillon Lincoln fait partie de la 15e) vont attaquer.
Lors du transport des Lincoln au front, on fait arrêter les camions et on improvise une instruction de dernière minute au tir : chaque homme essaie son fusil en tirant quelques cartouches dans un talus.
Le 23 février 37, dans l’après-midi, les Lincolns reçoivent pour la 1re fois l’ordre de sortir de la tranchée et d’attaquer. Ils avancent un peu, et sont fauchés par un feu nourri des mitrailleuses nationalistes ; les survivants s’enterrent et attendent la nuit pour revenir à la tranchée. Bilan : 20 morts et 40 blessés.
Le 27 février, en milieu de journée, le « general Gal » (János Gálicz) ordonne aux Lincoln de monter à l’assaut du Pingarrón, une éminence fortement tenue par les nationalistes, mais sans intérêt stratégique, et à l’évidence imprenable par des fantassins. Merriman en appelle de cet ordre abstrus à Vladimir Ćopić. Ćopić ne donne pas de contre-ordre. Sans préparation d’artillerie, sans appui de chars ou d’avions, en l’absence des troupes espagnoles qui devaient les appuyer, les Lincoln sortent des tranchées, et sont fauchés par les mitrailleuses nationalistes. Les Américains essaient d’avancer, puis se plaquent au sol et s’enterrent. À la nuit, sur les 400 hommes environ qui étaient sortis, seulement une centaine rentre indemne.
Les Lincoln, révoltés par ce massacre se débandent, cherchent les responsables pour se venger. Merriman, grièvement blessé au bras, est hospitalisé, Les jours suivants, les Lincoln se calment, sont réorganisés : un officier apprécié des hommes, Martin Hourihan, prend le commandement, aidé de George Montague Nathan, dont le courage lors des attaques a sidéré les hommes. Plus tard, quand Hourihan tombe malade, c’est le sous-officier afro-américain Oliver Law qui est nommé à la tête du bataillon Lincoln (fait sans précédent depuis la fin de la Guerre de Sécession : un Noir commande des soldats américains). Par ailleurs, après le désastre de Jarama, le PCUSA (qui ne publicise pas aux USA le désastre et la démoralisation consécutive dans la troupe) envoie en urgence des hommes de confiance reprendre les Américains en main : parmi eux Sandor Voros, Dave Doran (né David Dransky) et Steve Nelson (activist) (en) (né Stjepan Mesarosh), qui deviendront commissaires politiques.
L’épouse de Merriman, Marion, arrive de Moscou ; elle soigne son mari pendant sa convalescence et tient un poste administratif à l’état-major.
Après la bataille de Jarama (6–27 février 37), le front se stabilise sur une ligne de fortins et de tranchées creusées de part et d'autre ; il restera relativement calme jusqu'à la fin de la guerre, mais sa garde immobilisera de nombreuses troupes républicaines.

### Brunete
Après avoir passé 4 mois dans les tranchées sur le Jarama, les Lincoln sont envoyés à l’ouest de Madrid dans la bataille de Brunete : les Républicains lancent cette offensive tant pour des raisons de prestige politique international que pour desserrer l’étau franquiste autour de Madrid et perturber l’attaque nationaliste en cours contre le Nord.
Les Lincolns ont reçu le renfort d’un bataillon américain nouvellement formé, le "George Washington". Au second jour de la bataille, les Américains prennent Villanueva de la Cañada après de durs combats dans la chaleur torride de l'été castillan. Par contre ils échouent, et perdent de nombreux hommes, devant les positions nationalistes de "Mosquito Ridge" (à Villaviciosa de Odon).
Le commandant Oliver Law est tué le 9 juillet. Les pertes des Américains sont telles que les effectifs encore valides du bataillon Lincoln et du bataillon Washington sont fusionnés (14 juillet 1937). Merriman ayant été nommé à l’état-major de la XV° BI, Mirko Markovic prend la tête des Lincoln-Washington.

### Offensive de Saragosse
Fin août 1937, le gouvernement républicain décide d’attaquer Saragosse, le centre nerveux des positions nationalistes en Aragon, afin de détourner l’ennemi de son attaque sur Santander. Saragosse, apparemment mal défendue, est en effet un objectif intéressant pour les républicains, mais leur attaque va s’émousser sur plusieurs petites villes fortifiées qui font office d’avant-postes, et s’arrêter à quelques kilomètres de la capitale de l’Aragon.
Quand la prise de Saragosse est devenue à l’évidence impossible, les Lincoln-Washington s’illustrent en se rendant maîtres de 2 petites villes : Quinto, et Belchite (1er au 6 septembre 37). Face à la résistance acharnée des défenseurs, des "requetés" carlistes et des phalangistes, les Américains maintenant aguerris savent utiliser le terrain et deviennent spécialistes du combat de rue et du corps-à-corps. De plus ils ont été dotés du fusil-mitrailleur russe modèle 1928, le Degtyarev DP 28 (qui résiste bien à la chaleur et à la poussière), utilisent leurs canons antichars contre les murs de béton pour forcer le passage. Le commissaire Steve Nelson seconde efficacement Merriman sur le terrain, montre des qualités de chef et de tacticien, et les pertes des Américains, bien qu’élevées, sont relativement moins importantes que sur le Jarama et à Brunete. Steve Nelson est blessé et remplacé par Dave Doran. Doran, lui, va s’attacher à exercer sa fonction de commissaire politique avec rigueur : l’indiscipline des Américains, plus attachés au courage qu’au respect des règles énoncées par le parti, l’indispose.
Avant que la campagne de Saragosse ne se termine par la stabilisation du front, les Lincoln-Washington ont assisté au désastre qu’a été l’attaque républicaine sur Fuentes del Ebro (13 octobre 37) : les Américains devaient arriver en 2e vague après que des tanks rapides BT 5 russes transportant des troupes d’assaut espagnoles leur aient ouvert le chemin. Mais l’incoordination de l’opération est totale : les tanks russes (ils ne sont d’ailleurs pas équipés pour transporter les fantassins, qui tombent des chars) arrivés de l’arrière traversent à vive allure les tranchées républicaines de 1re ligne, dont les occupants, qui n’ont pas été prévenus, ouvrent le feu sur eux, se font écraser. Puis les tanks se précipitent dans une plaine dont les canaux d’irrigation ont été ouverts par les nationalistes ; ils s’embourbent, cherchent à reculer. Les fantassins doivent aller à leur secours. Bilan : plus de 300 morts (surtout parmi les brigadistes nord-américains du nouveau Bataillon Mackenzie-Papineau) et 19 tanks perdus sur 48.

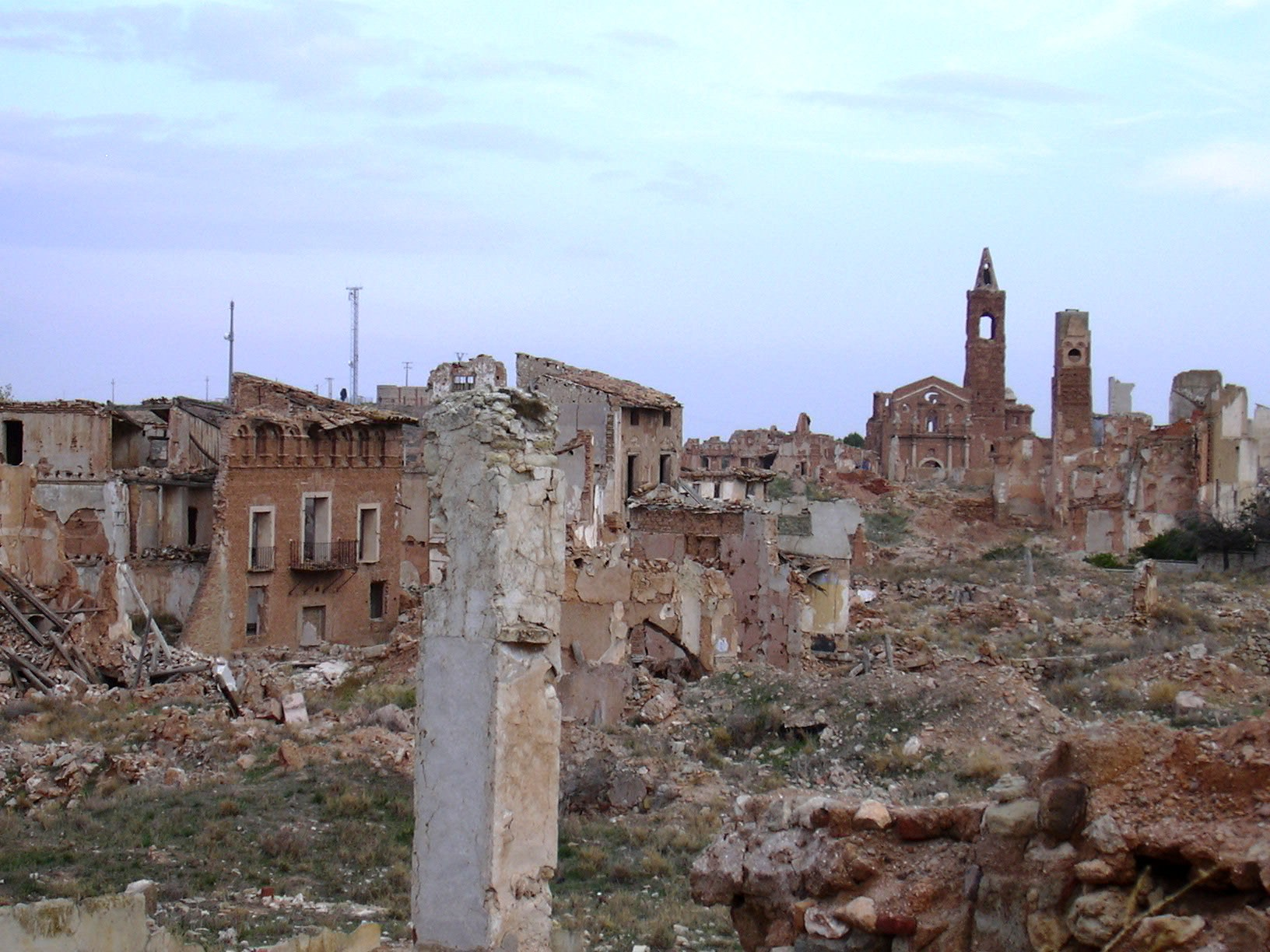
Après les destructions causées en septembre 37 par l’artillerie, l’aviation et les combats de rue, les ruines de Belchite (Aragon) sont restées en l’état sur ordre du caudillo Franco. On voit le clocher qui a servi de poste de tir aux snipers nationalistes. Dans les années 1940-1950 la ville a été intégralement reconstruite à quelque distance par les prisonniers d'un camp de concentration voisin.

Deux semaines après la 1re bataille de Belchite, Merriman fait visiter les ruines de la ville à Marion, sa jeune femme. Un demi-siècle plus tard, Marion décrit dans son livre de souvenirs (voir le chapitre "Bibliographie") cette visite, qui précède son départ pour les USA : Robert l’envoie faire une tournée de collecte de fonds en faveur de la République Espagnole (en fait il la met à l’abri) . "Nous marchons dans les ruines, et pendant que Bob m’explique le déroulement de la bataille, les ombres s’allongent dans les champs des alentours. Ici est tombé un de nos meilleurs mitrailleurs ; à côté de ce mur Burt a été tué ; ici est la tombe de Danny; ici est tombé Sidney, la balle d’un sniper l’a touché entre les yeux ; ici a été blessé Steve Nelson. Certes nos pertes étaient peu nombreuses, mais il s’agissait des meilleurs et des plus aimés de nos hommes. Nous longeons une petite usine, et d’énorme rats d’égout se sauvent dans un caniveau près de la route. Ils sont aussi gros que des chats. Bien que 2 semaines soient passées, l’odeur de chair brûlée flotte encore dans l’air, écœurante dans la fraîcheur du soir. Bien qu’ils soient beaucoup plus nombreux que nous, les fascistes ne se sont pas occupés de leurs cadavres. Ils ont laissé des centaines de corps pourrissants entassés dans plusieurs bâtiments. Nous parcourons les rues jonchées de débris, et l’impression de désolation et de mort augmente. Des chats abandonnés errent, affamés, et des chiens hargneux hurlent et se battent au fond des rues noires et étroites. La pleine lune brille quand nous arrivons à la cathédrale, au centre de la ville. Sur ses marches usées traînent un drapeau phalangiste rouge et blanc, et plus bas une soutane, peut-être perdue là par un prêtre en fuite. Sur la place, il y a assez de lumière pour que Bob et moi puissions lire les affiches encore collées sur les murs en ruines : elles décrivent les horreurs du marxisme, et non celles de la guerre déclenchée par un petit groupe de fascistes. Je remarque des affiches qui enjoignent une conduite modeste aux jeunes femmes : elles doivent porter des jupes et des manches longues, car c’est la femme qui incite l’homme au péché. Il n’y a pas d’affiches promettant la démocratie."".

### Bataille de Teruel
Les Lincoln, englobés dans la 35e Division du général Walter, n’entrent en jeu dans l’une des plus sanglantes batailles de la Guerre Civile (140 000 pertes au total) qu’à partir du 19 décembre 37 : les Espagnols (tant franquistes que républicains) font de la prise et de la conservation de cette petite capitale de province du sud de l’Aragon une affaire d’honneur national. Le froid sibérien (-18°) et la neige de cet hiver exceptionnel augmentent encore les souffrances des combattants des 2 bords, malgré les visites des célébrités sur le front : Ernest Hemingway, le chanteur afro-américain Paul Robeson, Clement Attlee (futur Premier Ministre britannique), etc. du côté républicain.
Après un siège abominable, Teruel tombe aux mains des Républicains, puis est reprise par les Nationalistes. Les Américains sont repoussés hors de Teruel et résistent dans les collines avoisinantes (El Muletón), puis sur la rivière Alfambra, où ils sont le noyau d’une poche de résistance. Quand la poche d’Alfambra est balayée par les nationalistes (derrota d’Alfambra), les Américains décimés se replient sur Segura de los Baños et Vivel del Río Martín.
Cependant Franco, qui a repris Teruel, l’unique ville importante que les Républicains aient conquise, laisse à l’aviation italienne la tâche de bombarder la population civile de Barcelone (et d’autres grandes villes) et prépare une grande offensive de printemps.

### Offensive franquiste en Aragon. Mort de Merriman
Le 7 mars 1938, les Américains survivants sont cantonnés dans une quiétude relative (leurs effectifs ont été complétés avec de jeunes conscrits espagnols, qu’ils encadrent) quand trois armées franquistes attaquent en masse sur le front entre l’Èbre et Vivel del Río Martín. Les troupes républicaines sont vite débordées et se débandent (retirada de Aragón). Le bataillon Lincoln se regroupent à Belchite, et se défend avec acharnement dans les ruines et alentour (seconde bataille de Belchite). Le 10 mars, écrasés par les tanks et l’aviation ennemie, ils sont obligés de décrocher, et se replient le long de la vallée de l’Èbre.
Le 2 avril, dans les vignes près de Corbera del Ebro, alors qu’avec les hommes qui lui restent Merriman cherche à rejoindre Gandesa, il est encerclé par les nationalistes, et tué avec son lieutenant, Edgar James Cody.
On s’est longtemps interrogé sur les circonstances exactes de la mort de Merriman : il aurait pu être fait prisonnier, puis être liquidé immédiatement, ou plus tard dans un camp de concentration. Un de ses jeunes soldats espagnols, Fausto Villar, originaire de Valence, a révélé qu’il avait assisté à sa mort : « Merriman se trouvait à la tête de son bataillon, alors que tous les autres officiers avaient abandonné leurs hommes : l’Américain avait choisi de rester avec eux, au risque de se faire tuer, comme cela est d’ailleurs malheureusement arrivé. (...) Les ennemis se trouvaient en bas d’une vigne en pente, où on essayait (sans succès) de se cacher pour échapper aux rafales continues des mitrailleuses. J’ai appelé Merriman et Cody, j’ai crié leurs noms, mais ils ne répondaient pas. Leurs corps étaient immobiles, couchés dans les sillons entre les pieds de vigne, à quelques mètres de moi ».

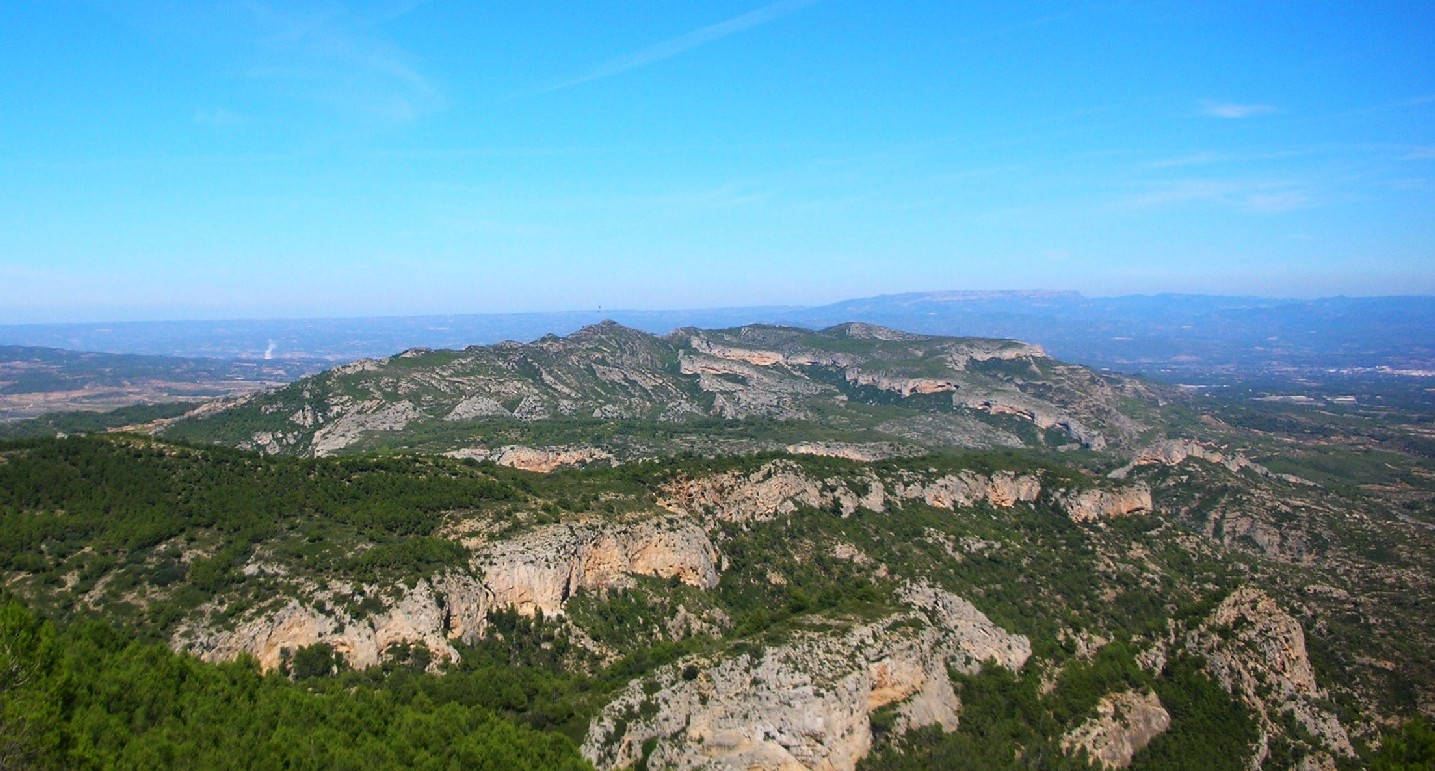
La sierra de Pandols, vue ici depuis la côte 705, domine Gandesa. Elle fut le lieu de luttes acharnées entre nationalistes et républicains vers la fin (août et septembre 38) de la bataille de l'Èbre. Les Américains résistaient sur la côte 666

Les brigadistes anglophones survivants à l’offensive nationaliste en Aragon participeront encore au dernier grand sursaut belliqueux de la République : la bataille de l'Èbre. Le 25 juillet 38 ils traversent l'Èbre pour attaquer les positions nationalistes. Lorsque, sous le commandement de Milton Wolff les Lincoln reviennent à Corbera, (avant de se faire clouer sur la Sierra de Pandols par l’aviation et l’artillerie franquiste), ils cherchent les restes de leur chef, et ne trouvent rien. Leur dernier combat aura lieu le 22 septembre 38 : le Premier Ministre Negrin annonce le 23 à la Société des Nations que la République espagnole remercie les brigadistes, qui vont être rapatriés. Et le 30 septembre 38 la nouvelle des accords de Munich tombe : les fascismes triomphent. De nombreux anglophones seront encore tués lors du franchissement de l’Èbre : 150 Américains seulement survivront.

## Merriman vu par les écrivains
En 1987 Toni Orensanz a décrit Merriman (sans doute d’après une vieille photo) : "affublé d’espadrilles à semelles de roseau et d’une culotte de cheval, d’un manteau, d’une casquette plate et de lunettes rondes". Il était très grand ("il dépasse Hemingway de plusieurs pouces" a noté sa femme), athlétique, et cependant intellectuel à l’évidence, avec ses lunettes rondes de myope. Orensanz ajoute : "En sa qualité de chef d’état-major de la XV° Brigade internationale, Bob Merriman a connu des intellectuels et des écrivains universels, comme Ernest Hemingway, George Orwell et John Kenneth Galbraith". Son épouse Marion occupait un poste administratif dans les bureaux de l’état-major, et le jeune couple devait apporter une note de fraîcheur dans l’ambiance austère des brigades.
Cinquante ans plus tard, Marion a décrit la visite que les Merriman ont faite à Hemingway et à John Dos Passos, qui séjournaient alors à l'Hôtel Florida, dans les beaux quartiers de Madrid.

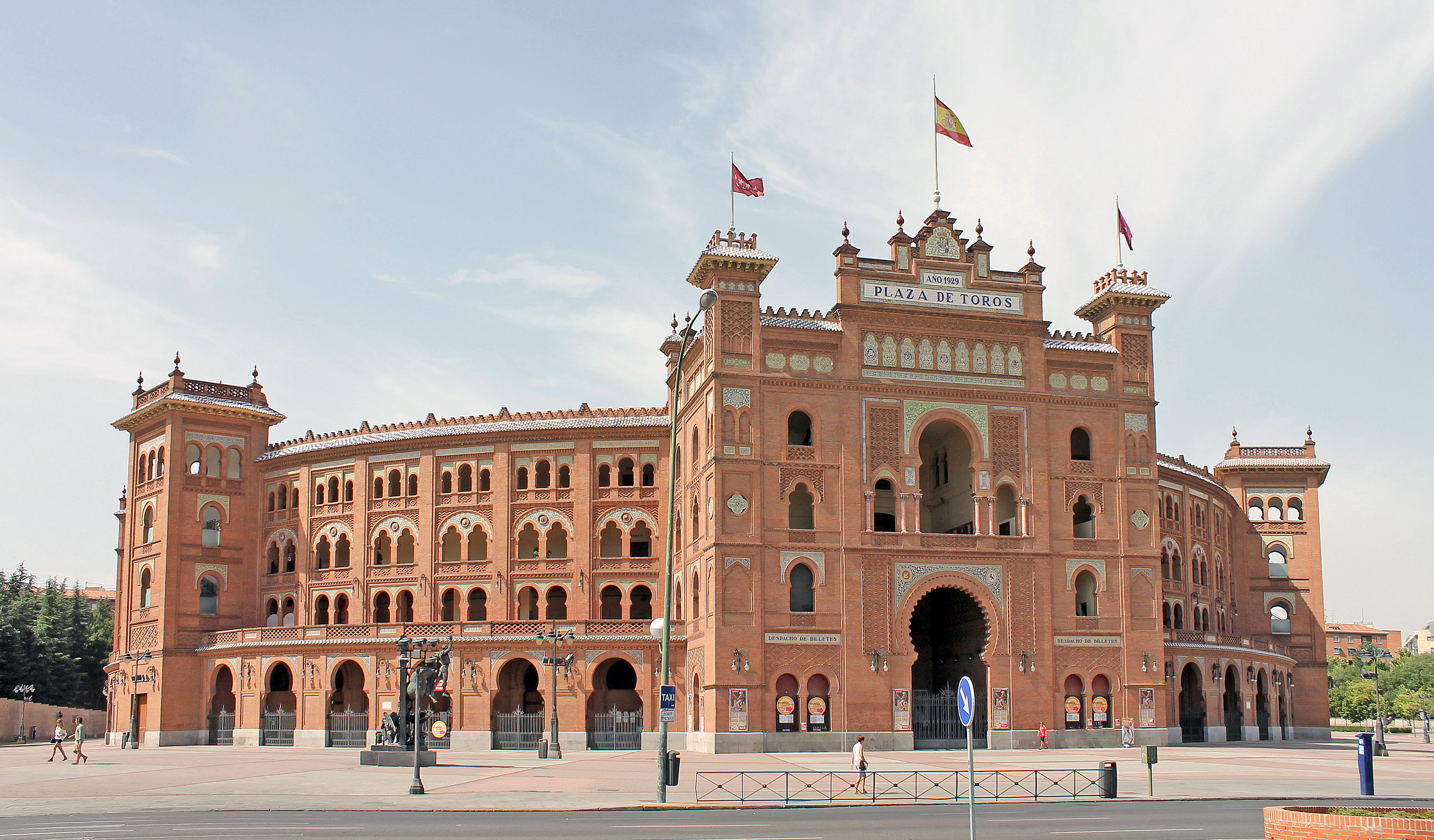
A Madrid, la "Plaza de Toros de Las Ventas" (surnommée "La Monumental"), de style neo-mudéjar, inaugurée en 1931, trône dans le quartier de La Guindalera

 "Nous entrons en voiture dans Madrid, et nous passons tout d'abord devant les grandes arènes : architecture moresque, volées d'arcades superposées, de couleur ocre foncé avec de beaux azulejos, colonnes. C'est magnifique, pensais-je. Par ailleurs, l'entrée de Madrid ressemble à celle de toutes les grandes villes industrielles. Après avoir traversé la couronne d'usines, nous arrivons dans les beaux quartiers.
"Même sous les bombardements, Madrid est merveilleuse ! ", dis-je à Bob. Même les blocs d'immeubles éventrés par les bombes n'enlèvent pas leur air de dignité aux larges boulevards bordés d'arbres et de buildings modernes.
Mais la scène change rapidement : alors que nous descendons un large boulevard, nous entendons des coups de fusil. Les détonations se rapprochent. "Ça, c'est une mitrailleuse qui tire" dit Bob. Les mitrailleuses crépitent, peut-être à quelques blocs de là, je ne suis pas sûre. Puis c'est le boum du canon, et la réalité de Madrid en guerre s'impose à moi. L'obus tombe à quelque distance, et un immeuble s'effondre, réduit en décombres et poussière. Nous courons dans la rue, en restant près des immeubles. L'horreur de la guerre me pénètre. Je suis terrifiée.
Quand nous entrons à l'hôtel Florida, je tremble de tout mon corps. Nous montons directement à l'étage où loge Hemingway. Bob me calme, puis frappe à la porte. "Hello. Je suis Merriman" dit Bob à Hemingway qui, impressionnant mais amical, ouvre la porte. "Je sais" dit Hemingway. Bob me présente, et l'écrivain m'accueille chaleureusement. Puis Hemingway et Bob se mettent à parler de la guerre et de l'émission qu'ils ont en projet. John Dos Passos et Josephine Herbst arrivent, et aussi un groupe d'Américains, des brigadistes et des correspondants de guerre, qui boivent le scotch d'Hemingway et comparent leurs notes. Je m'effondre dans un vieux fauteuil : j'ai les jambes coupées par ce que j'ai vécu dehors. J'étudie Bob et Hemingway. Ils s'entendent bien. Chacun des deux parle pendant un moment, puis écoute l'autre. Qu'ils sont différents, pensais-je. Bob a 28 ans, Hemingway au moins 10 ans de plus. Hemingway me parait complexe. Il est grand, costaud, macho. Il ne donne pas l'impression d'être un fanfaron, mais il a l'air sûr de lui, et fait penser qu'il mènera à terme ce qu'il entreprend.
Bob est plus grand qu'Hemingway, il le dépasse de plusieurs pouces. Il s'examinent, chacun a des lunettes rondes, celles de Bob cerclées d’écaille, celles d'Hemingway d'acier. Hemingway est animé, il agite les mains en posant des questions, gratte son épaisse chevelure noire quand il est perplexe, il s'assombrit, puis, quand quelque chose le divertit, il rit d'un rire profond. Il porte un gilet de laine, boutonné haut, et une cravate sombre, au nœud défait. Bob est rasé de près. Hemingway a une barbe de 2 jours, il ne semble pas qu'il soit en train de se laisser pousser la barbe, son poil rude envahit ses joues et son menton. Il semble qu'il ait peu dormi la nuit dernière. Il a une grosse cicatrice sur le front, probablement la trace d'une bagarre. Hemingway et Bob sirotent leur scotch. Quelqu'un m'offre à boire, et jamais je n'ai été aussi heureuse d'avoir un verre de whisky. Même au milieu de cette chambre relativement sécurisée, j'ai peur. Je ne peux chasser de mon esprit la folie totale de la guerre. Bob et Hemingway continuent à parler ensemble, et tout ce qui les différencie me saute aux yeux. Quand on voit Bob, on pense d'emblée que c'est un intellectuel, alors que Hemingway est un intellectuel, mais en le voyant on pense qu'il est un aventurier. Bob donne l'impression d'être plutôt un observateur, et Hemingway un homme d'action.
Je suis fascinée par Dos Passos, j'ai toujours pensé qu'il écrivait mieux que Hemingway. John Dos Passos est certainement un excellent chroniqueur de la guerre; mais il ne m'impressionne pas en tant qu'homme. Je le trouve indécis. Je ne comprends pas tout ce qu'il dit, mais son message est clair : pour des raisons inconnues de moi, il n'a qu'une envie, s'en aller. Loin de la chambre d'Hemingway, loin de Madrid secoué par les bombes.
Moi aussi j'ai peur, et avec raison. Mais Dos Passos se conduit étrangement, comme si la peur n'était pas seule à l'agiter. D'après son incertitude, les expressions de son visage, on peut déduire qu'il pense que la cause de la République est perdue, vu la supériorité matérielle de Franco. Il critique la République, pour laquelle des Américains combattent et meurent. Hemingway, au contraire, vous fait savoir clairement, par sa présence et par ses écrits, de quel côté il se trouve. Il a révélé au monde comment on assassine Madrid, comment les fascistes bombardent des enfants. Il a parlé des "cris des enfants lorsqu'ils sont touchés. On en a un avant-goût dès que l'enfant voit des avions et hurle " ¡Aviación! ". Certains enfants, cependant, ne crient pas quand ils sont atteints - jusqu'à ce qu'on les mobilise".
Est-ce au cours de cette soirée avec les Merriman que Hemingway a élaboré ses personnages, les héros de son roman Pour qui sonne le glas : Robert Jordan, le jeune professeur d'espagnol venu d'Amérique pour lutter aux côtés des républicains espagnols, et sa maîtresse Maria ?